# GAZ-66
GAZ-66 byl sovětský a ruský nákladní automobil s pohonem 4×4, užitečnou hmotností 2 tuny a kabinou nad motorem. Během 60. až 80. let 20. století to byl nejpočetnější plněpohonný dvounápravový nákladní automobil v Sovětské armádě i v národním hospodářství Sovětského svazu. GAZ-66 vyráběl Gorkovský automobilový závod (rusky: ГАЗ - Горьковский автомобильный завод) ve městě Gorkij (nyní Nižnij Novgorod). Automobil měl přezdívku „Šišiga“ (rusky Шишига).

## Historie
První prototypy vozu GAZ-66 byly dokončeny v roce 1962 jako pokračování typu GAZ-62 o nosnosti 1,2 tuny. Ten byl vyráběn v letech 1958 až 1962 ve velmi malých počtech. Současně byl GAZ-66 nástupcem dvoutunového vozu GAZ-63, který byl vyráběn v letech 1948 až 1968. Sériová výroba vozu GAZ-66 se rozběhla od července 1964. Od roku 1968 byl montován systém centrální regulace tlaku v pneumatikách (typ 66-01 a jeho modifikace). V dubnu 1969 dostal GAZ-66 jako první sovětský automobil státní Znak kvality. GAZ-66 byl exportován do ostatních zemí RVHP.
GAZ-66 byl zařazen do výzbroje ozbrojených sil Sovětského svazu a byl využíván i v národním hospodářství. I po rozpadu SSSR byly velké počty vozů využívány v ozbrojených silách Ruské federace, především u výsadkových a pohraničních vojsk.
Hromadná výroba vozu GAZ-66-11 byla ukončena v roce 1995. Náhradou začala firma GAZ vyrábět model GAZ-3308 Sadko, unifikovaný s typem GAZ-3307. Úplně poslední exemplář GAZ-66-40 vyjel z výrobní linky 1. června 1999. Dohromady bylo vyrobeno 965 941 kusů vozidel z rodiny GAZ-66.

## Popis
GAZ-66 byl nákladní automobil se zvýšenou průchodivostí, nosností dvě tuny, určený pro jízdu v náročných podmínkách a v místech bez cest. Velká průchodivost byla zajištěna použitím samosvorných diferenciálů na obou nápravách, velkou světlou výškou nad terénem a systémem centrální regulace tlaku v pneumatikách. Proto měla disková kola zvláštní konstrukci a vůz měl pro dofukování pneumatik kompresor, poháněný od motoru vozu. Motor vozu byl vybaven předstartovním předehřívačem PŽB-12. Provozní brzdy byly hydraulické s podtlakovým posilovačem, parkovací brzda mechanická. Řízení bylo vybaveno hydraulickým posilovačem.
Významnou výhodou tohoto automobilu bylo rovnoměrné rozložení hmotnosti, takřka shodné zatížení přední i zadní nápravy a obecně kompaktní konstrukce daná uložením kabiny řidiče nad motorem. Díky tomu byl automobil široce využíván ve výsadkových oddílech, protože při přistání na padáku přistál na všechna kola najednou. Malé rozměry kabiny a její uložení přímo nad nápravou se ukázaly jako nebezpečné pro osádku při najetí auta na minu. Proto byl GAZ-66 od roku 1980 stažen od bojových oddílů v Afghánistánu. Od počátku devadesátých let byl GAZ-66 masově z armády vyřazován. Nahradil ho typ GAZ-3308 Sadko s kapotovou kabinou a prodlouženým podvozkem obdobné koncepce.
Pro kontrolu a opravy motoru byla kabina sklopná na kloubech vpřed. Mezi sedadlem řidiče a sedadlem spolujezdce byl na motoru upevněn samostatný kryt, který se nesklápěl s kabinou. Kvůli němu byla řadicí páka umístěna z pohledu řidiče vpravo vzadu, což bylo při řazení nepohodlné.
Pro odpočinek řidiče byla kabina vybavena plátěným závěsným lůžkem (hamakem), které se zavěšovalo na čtyři úchyty v kabině.
Přední i zadní náprava byly odpruženy podélnými listovými poloeliptickými pružinami s hydraulickými tlumiči. Díky této soustavě odpružení vynikal GAZ-66 plynulým pohybem. Vzhledem k jednoduchým tlumičům na zadní nápravě a samosvorným diferenciálům na obou nápravách nesměl být vůz přetěžován.

## Galerie

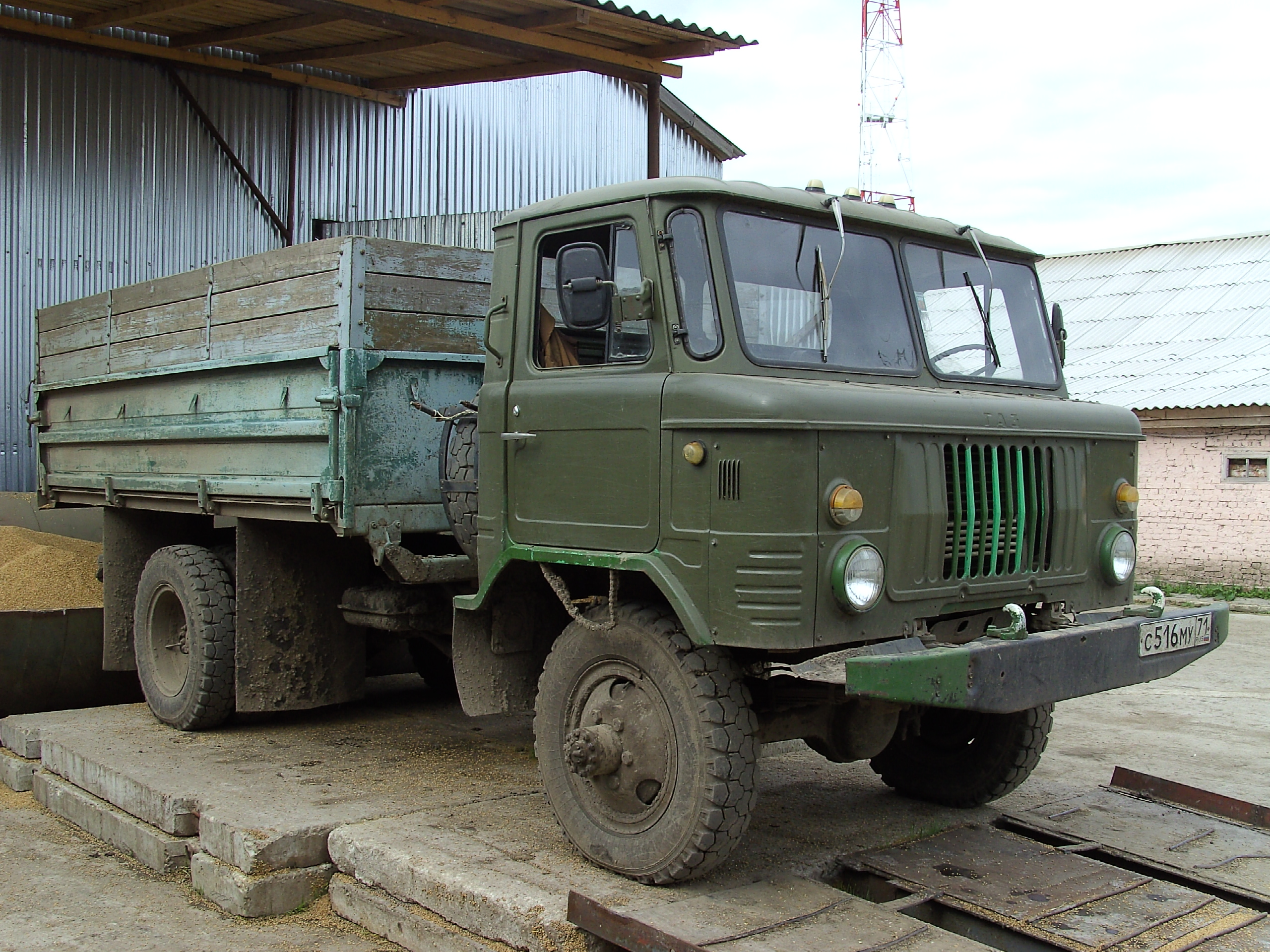
GAZ-SAZ-3531 zemědělský sklápěč
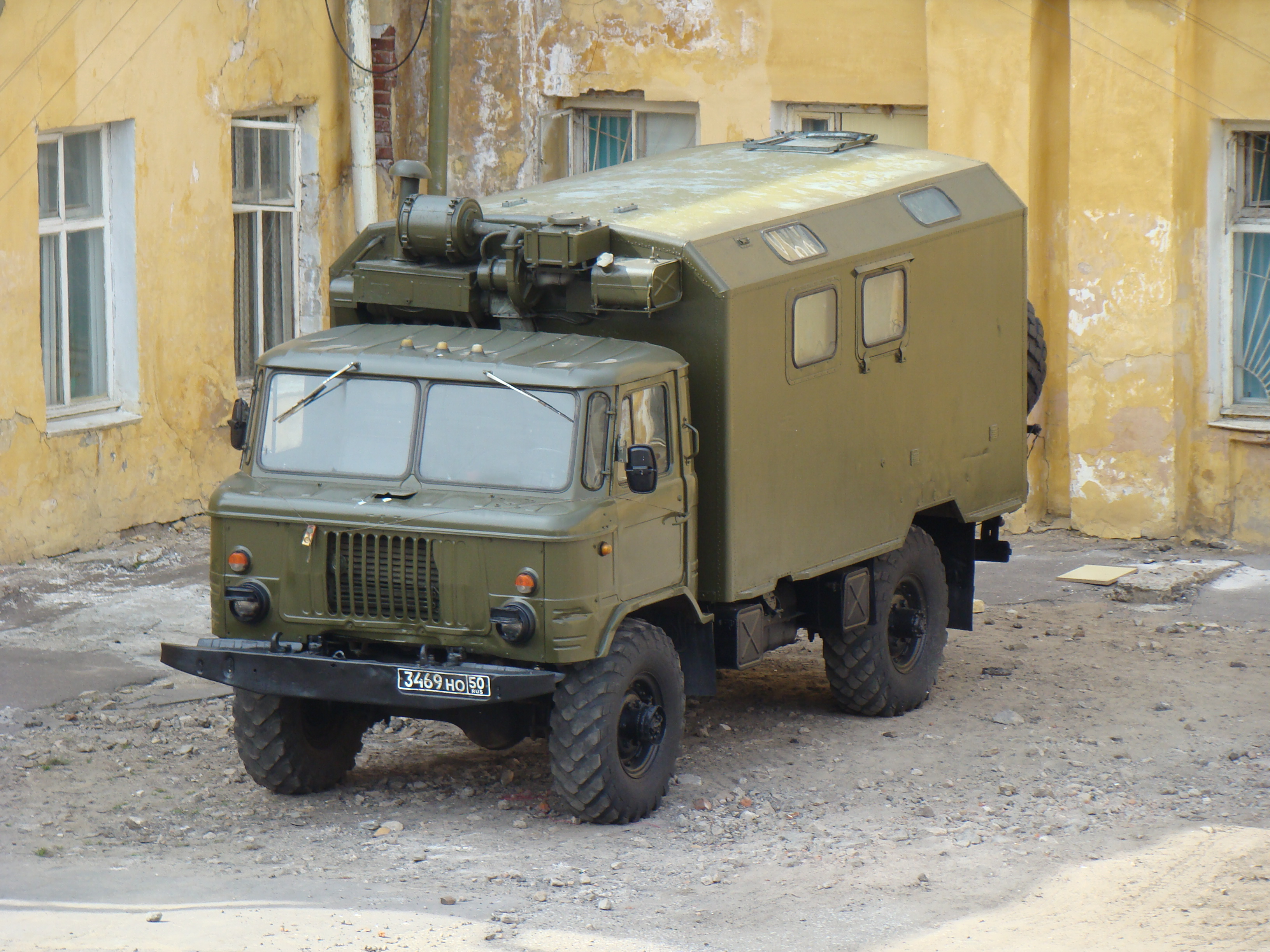
GAZ-66 se skříňovou nástavbou K66 s filtroventilačním zařízením
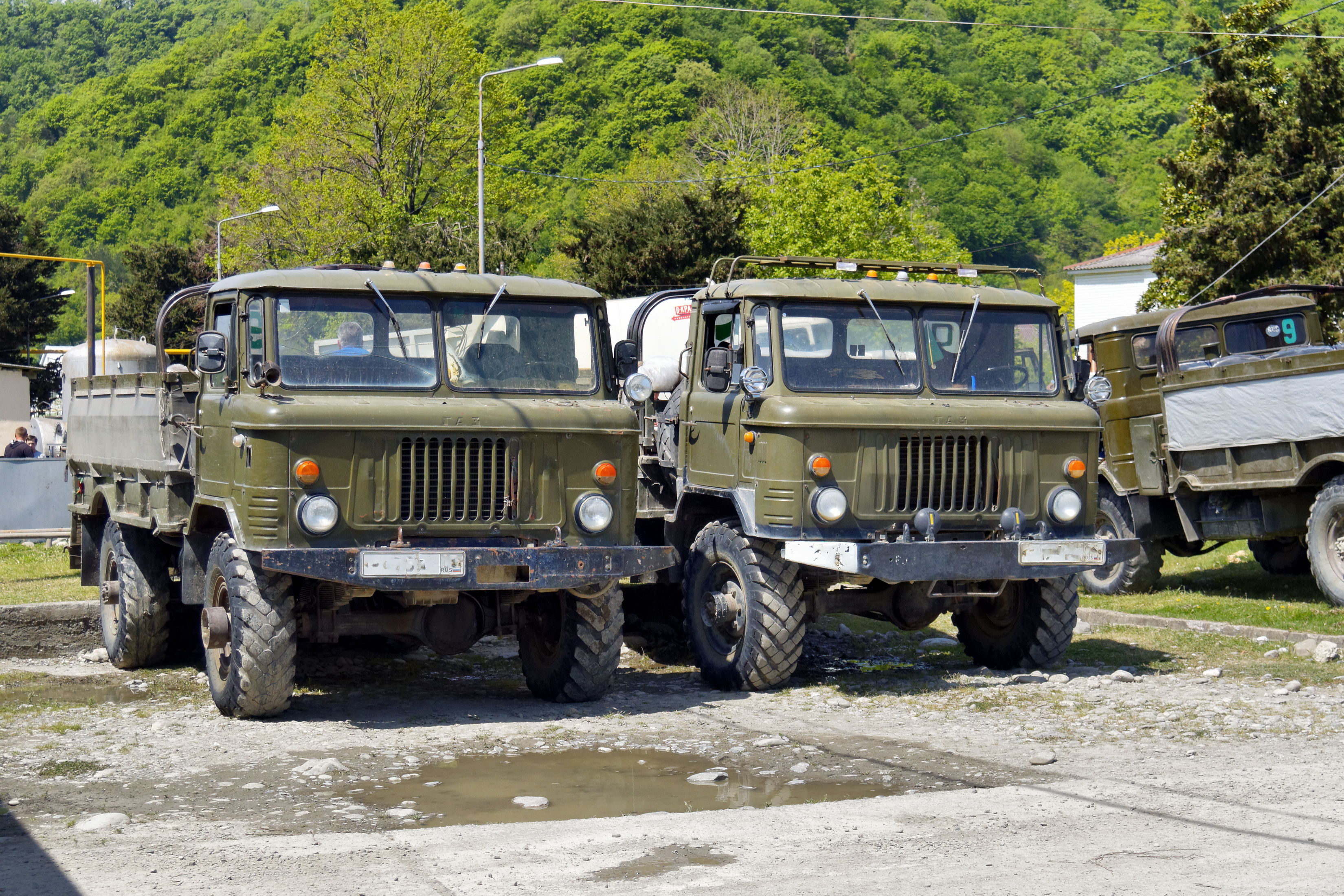
GAZ-66 ve valníkovém provedení
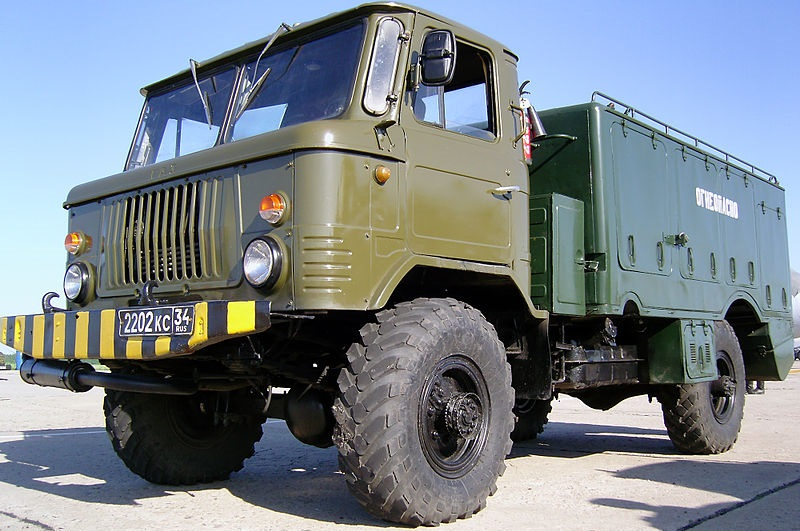
GAZ-66 jako cisterna ЗСЖ-66 (2007)
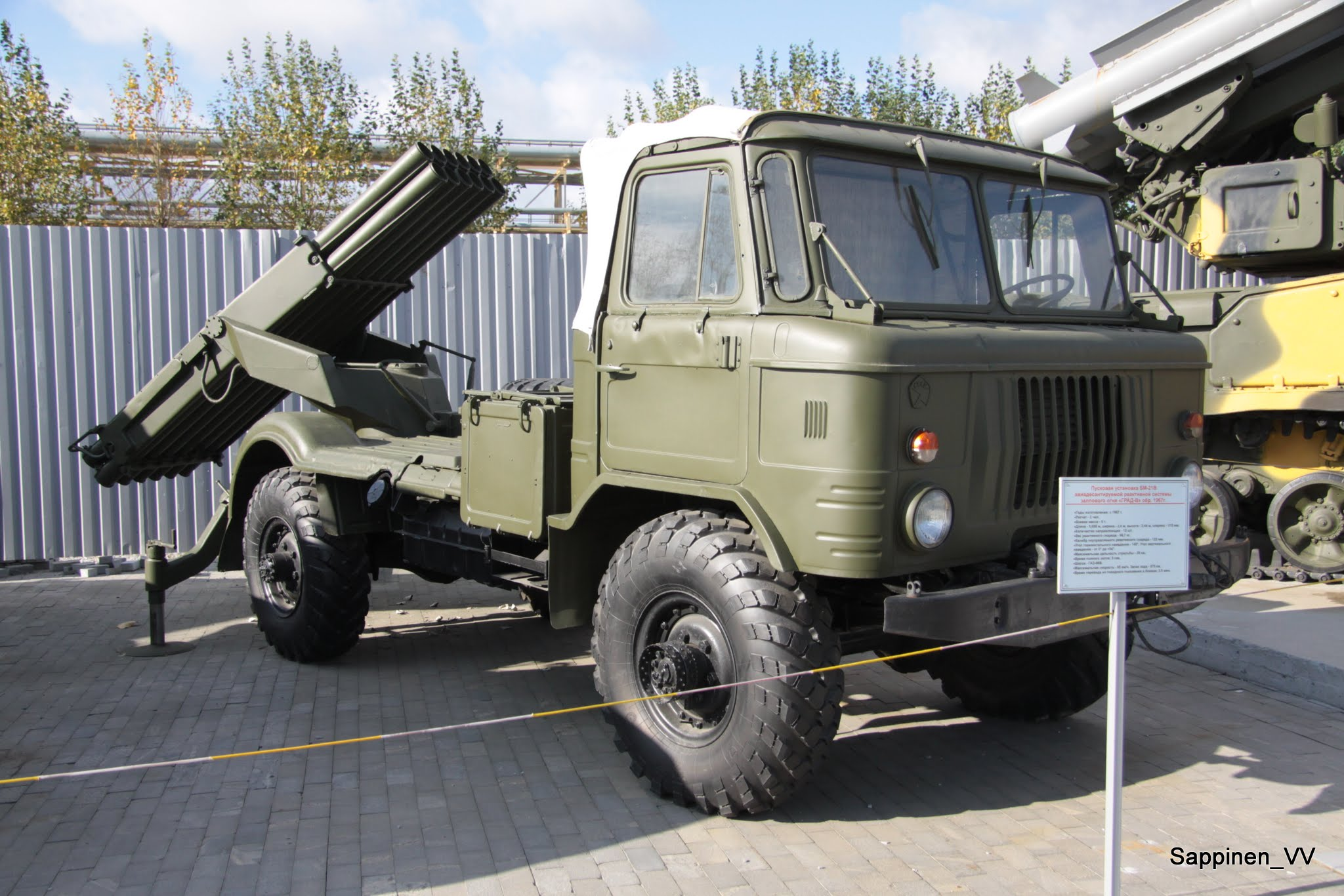
GAZ-66 s raketometem BM-21 (2012)
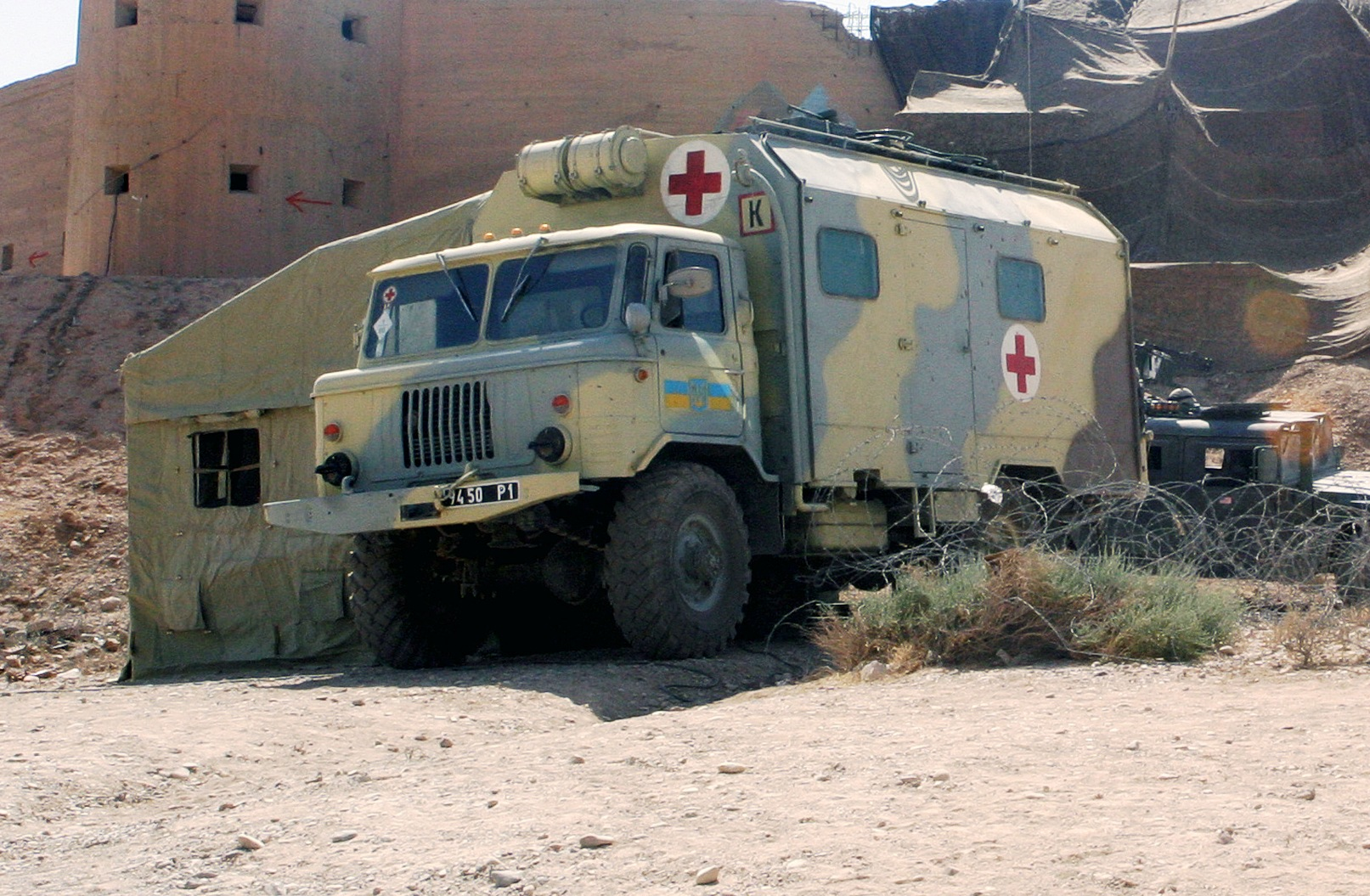
GAZ-66 jako ukrajinská ambulance v Iráku
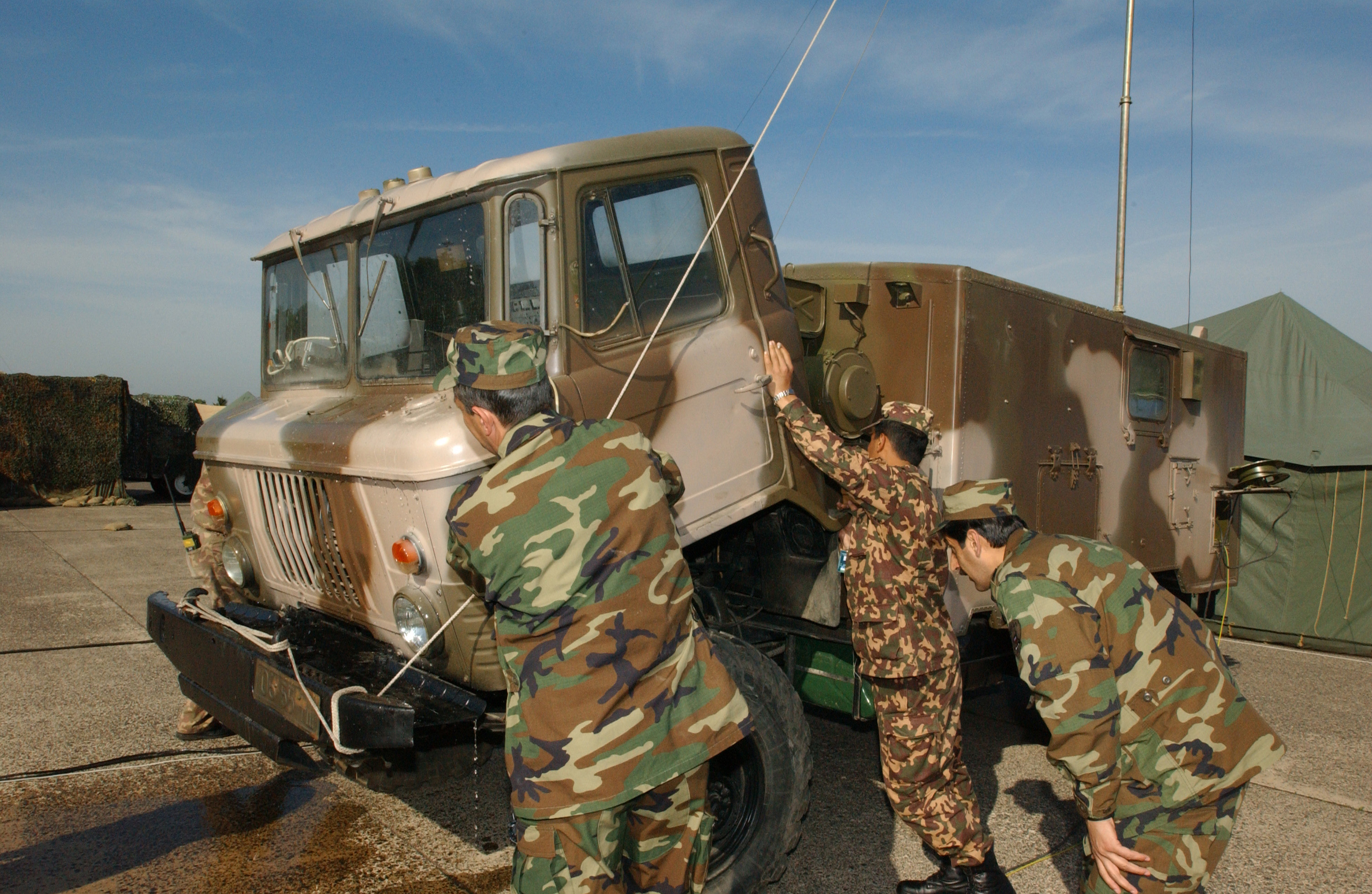
Kabina je sklopná pro případ oprav
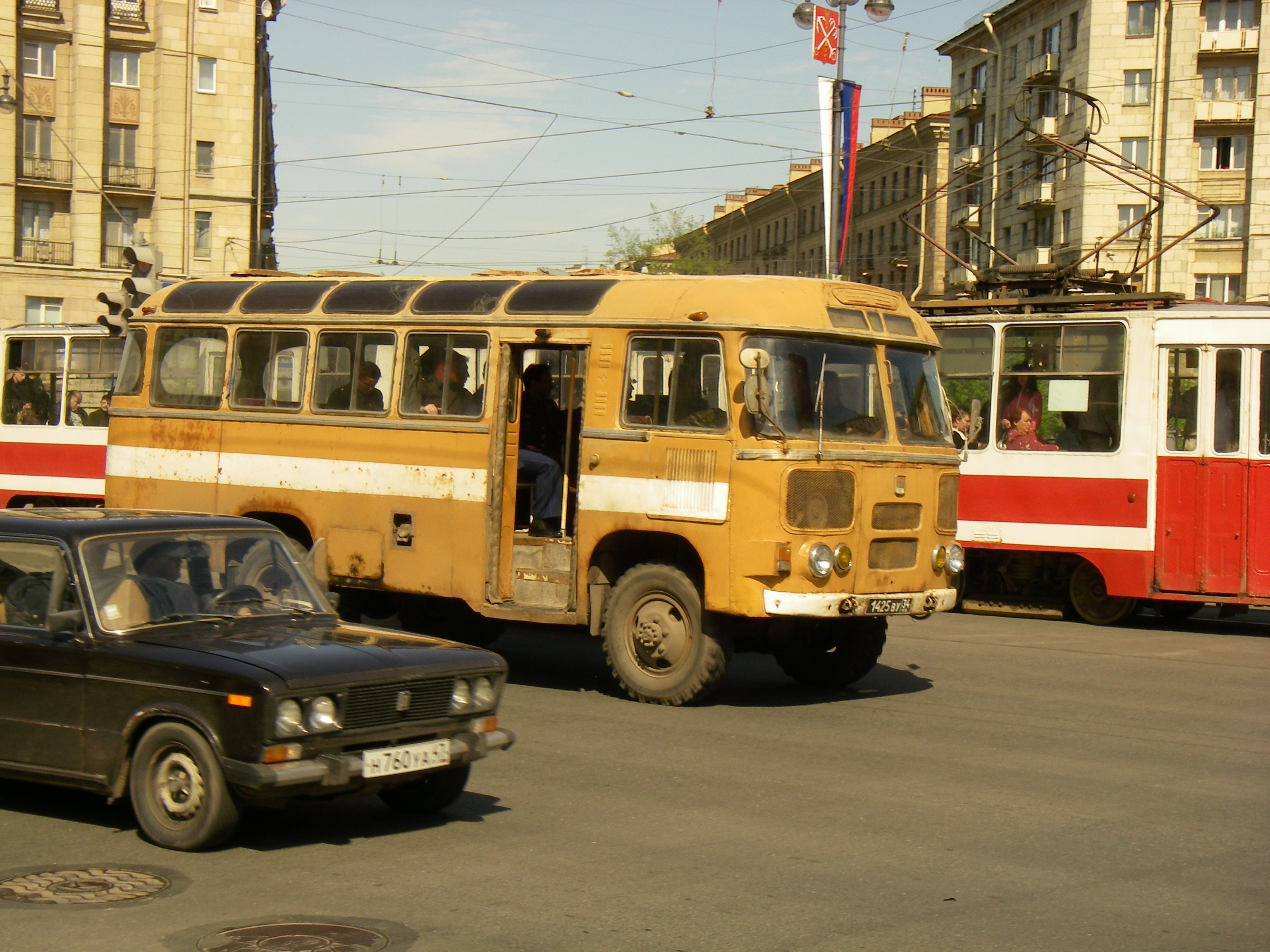
Autobus PAZ-3201 v Sankt Petěrburgu (býv. Leningrad)
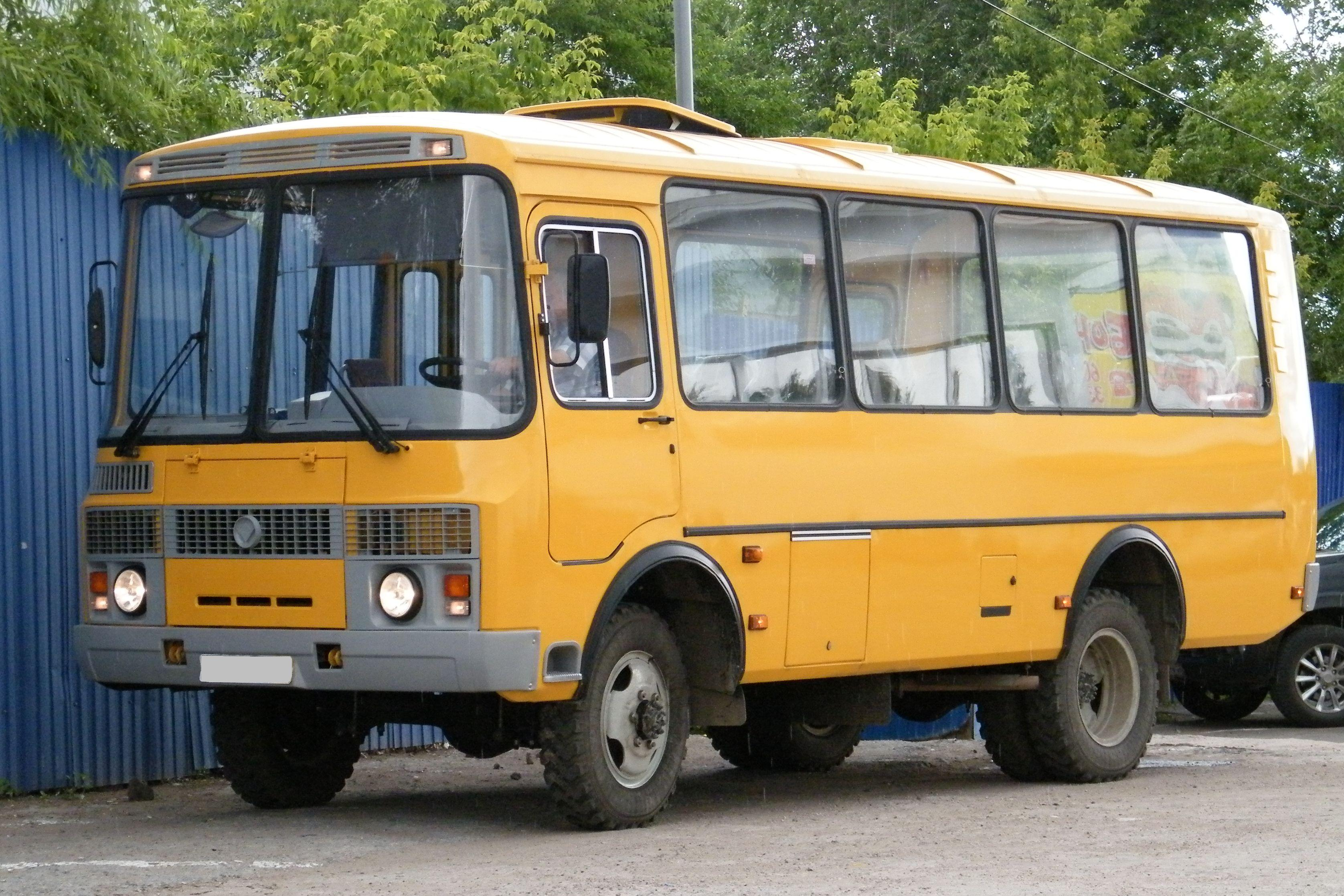
Autobus PAZ-3206

## Varianty

### Základní modifikace a specializované nástavby
- GAZ-66-1 (1964-1968) – základní model bez centrální regulace tlaku v pneumatikách,
- GAZ-66A (1964-1968) – s navijákem
- GAZ-66B (od 1966) – výsadková varianta se sklopným volantem, odnímatelnou střechou a odnímatelným rámem čelního skla
- GAZ-66D (1964-1968) – samostatný podvozek s vývodem pro pomocný pohon
- GAZ-66P – sedlový tahač (prototyp)
- GAZ-66E (1964-1968) – s odrušenou elektroinstalací
- GAZ-66-01 (1968-1985) – základní model s centrální regulací tlaku v pneumatikách
- GAZ-66-02 (1968-1985) – s navijákem
- GAZ-66-03 (1968-1985) – s odrušenou elektroinstalací
- GAZ-66-04 (1968-1985) – samostatný podvozek s odrušenou elektroinstalací
- GAZ-66-05 (1968-1985) – s odrušenou elektroinstalací a navijákem
- GAZ-66-11 (1985-1996) – modernizace základního modelu
- GAZ-66-12 (1985-1996) – s navijákem
- GAZ-66-14 (1985-1996) – podvozek s odrušenou elektroinstalací a vývodem pro pomocný pohon
- GAZ-66-15 (1985-1996) – s odrušenou elektroinstalací a navijákem
- GAZ-66-16 (1991-1993) – modernizované provedení s motorem ZMZ-513.10, zesílenými pneumatikami (jednoduchá montáž kol), přepracovanými brzdami, korbou bez vystupujících krytů nad koly zadní nápravy (stejná se montovala také na GAZ-66-11 a GAZ-66-40), nosnost 2,3 tuny.
- GAZ-66-21 (1993-1995) – civilní provedení s dvojmontáží kol na zadní nápravě a dřevěnou korbou podle vzoru GAZ-53, nosnost 3,5 tuny
- GAZ-66-31 – podvozek pro sklápěče
- GAZ-66-41 (1992-1995) – s atmosférickým dieselovým motorem GAZ-544
- GAZ-66-40 (1995-1999) – s turbodieselovým motorem GAZ-5441
- GAZ-66-81 (1985-1995) – základní verze pro země s mírným klimatem (vývozní varianta)
- GAZ-66-82 (1985-1995) – verze s navijákem pro země s mírným klimatem (vývozní varianta)
- GAZ-66-84 (1985-1995) – verze s odrušeným elektrickým zařízením pro země s mírným klimatem (vývozní varianta)
- GAZ-66-85 (1985-1995) – verze s odrušeným elektrickým zařízením a navijákem pro země s mírným klimatem (vývozní varianta)
- GAZ-66-92 (1987-1995) – severské provedení
- GAZ-66-96 – podvozek pro přepravníky osob

### Exportní provedení
- GAZ-66-51 (1968-1985)
- GAZ-66-52 (1968-1985) – s navijákem
- GAZ-66-81 (1985-1995) – pro země s mírným klimatem
- GAZ-66-91 (1985-1995) – pro země s tropickým klimatem

### Specializovaná provedení
- AP-2 – polní ošetřovna, základní jednotka zdravotnického oddílu pluku
- AS-66 – sanitní automobil, určený k evakuaci raněných
- DDA-66 – desinfekčně-sprchové zařízení používané ve vojenských sanitárně-epidemiologických oddílech
- GZSA-731, 983A, 947, 3713, 3714 – pojízdné prodejny a provozovny: Pošta, Chléb, Léky
- MZ-66 – transport olejů
- 3902, 3903, 39021, 39031 – pojízdné dílny pro opravy zemědělské techniky
- 2001, 2002, 3718, 3719, 3716, 3924, 39521 – pojízdné kliniky
- GAZ-SAZ-3511 – zemědělský sklápěč na podvozku GAZ-66-31 (montáž v Saransku)
- GAZ-KAZ-3511 – zemědělský sklápěč na podvozku GAZ-66-31 (montáž v Biškeku, Kyrgyzstán)

### Autobusy
- NZAS-3964, Volgar 39461 – přepravníky osob, na podvozku nákladního automobilu je montována skříň pro přepravu cestujících
- APP-66 – autobus se zvýšenou průchodivostí, pneumatiky s centrální regulací tlaku v pneumatikách
- PAZ-3201 – plněpohonná verze PAZ-672
- PAZ-3206 – plněpohonná verze PAZ-3205